# Elliot Bunney
Elliot John Bunney (né le 11 décembre 1966 à Édimbourg) est un ancien athlète britannique spécialiste du 100 mètres. Il était entrainé par Bob Inglis.

## Carrière

### Palmarès
| Date | Compétition                  | Lieu      | Résultat | Épreuve    | Performance |
| ---- | ---------------------------- | --------- | -------- | ---------- | ----------- |
| 1985 | Championnats d'Europe junior | Cottbus   | 1er      | 100 mètres | 10 s 38     |
| 1986 | Jeux du Commonwealth         | Édimbourg | 5e       | 100 mètres |             |
| 1986 | Jeux du Commonwealth         | Édimbourg | 3e       | 4 × 100 m  | 40 s 41     |
| 1986 | Championnats d'Europe        | Stuttgart | 3e       | 4 × 100 m  | 38 s 71     |
| 1988 | Jeux olympiques d'été        | Séoul     | 2e       | 4 × 100 m  | 38 s 28     |

### Records
| Épreuve    | Performance | Lieu | Date |
| ---------- | ----------- | ---- | ---- |
| 100 mètres | 10 s 20     |      | 1986 |